# Chasmatosuchus
Chasmatosuchus is een geslacht van uitgestorven archosauriforme reptielen uit het Vroeg-Trias van Europees Rusland. Het was een van de vroegst beschreven archosauriformen.

## Naamgeving
De typesoort Chasmatosuchus rossicus werd in 1940 benoemd door Friedrich von Huene. De geslachtsnaam is afgeleid van het Grieks chasma, 'gaping', een verwijzing naar de gaten in de wervels. De soortaanduiding betekent 'Russisch'. Het holotype is PIN 2252/381, twee achterste halswervels, gevonden op de rechteroever van de Sjarzjenga.
In 1990 benoemde Otsjew een tweede soort: Chasmatosuchus magnus, 'de grote'. Dit werd in 1990 het aparte geslacht Jaikosuchus. Gamosaurus en Jaikosuchus zijn ook wel subjectieve jongere synoniemen van Chasmatosuchus geacht. 
Chasmatosuchus parvus, gebaseerd op een voorste halswervel, werd in 1995 een synoniem van Macrocnemus.

## Beschrijving
Chasmatosuchus was meer dan twee meter lang en men denkt dat het zich gedroeg als een moderne krokodil. 
De muil had twee verschillende kenmerken: de bovenkant van zijn kaak haakte naar beneden om te helpen bij het vasthouden van een prooi, en het verhemelte was bekleed met een rij tanden - een basaal kenmerk dat verloren ging bij latere archosauriërs.

## Fylogenie
Chasmatosuchus was voorheen toegewezen aan Proterosuchidae, maar een cladistische analyse uit 2016 door Martin Ezcurra kon de soort Chasmatosuchus niet met vertrouwen binnen Proterosuchidae plaatsen. In plaats daarvan blijft zijn positie onopgelost vanwege de fragmentarische aard van het bekende materiaal, maar Chasmatosuchus ligt waarschijnlijker tussen de proterosuchiden en erythrosuchiden in en is mogelijk nauw verwant aan Sarmatosuchus otschevi en Cuyosuchus huenei. Ezcurra (2016) kon Chasmatosuchus rossicus en Chasmatosuchus magnus alleen met zekerheid binnen Chasmatosuchus plaatsen, terwijl de derde geldige soort Chasmatosuchus vjushkovi mogelijk niet behoort tot Chasmatosuchus en kan een proterosuchide vertegenwoordigen. 